# Безопасность сети
Сетевая безопасность — прикладная научная дисциплина, отрасль информатики, которая занимается вопросами обеспечения информационной безопасности компьютерной сети и её ресурсов, в частности, хранящихся в ней и передающихся по ней данных и работающих с ней пользователей. 
Занимается вопросами обеспечения информационной безопасности компьютерной сети и её ресурсов, в частности, хранящихся в ней и передающихся по ней данных и работающих с ней пользователей. Является расширением компьютерной безопасности (как дисциплины) и подразделом информационной безопасности. Занимается изучением и разработкой методов и практических правил работы с сетью, в том числе протоколами связи и обмена данными и криптографическими методами защиты информации. 
Среди рисков, которым подвергается компьютерная сеть и предотвращение которых является целью сетевой безопасности как дисциплины: несанкционированный доступ к сетевым ресурсам (например, несанкционированное чтение файлов) и предотвращение атак, целью которых является отключение тех или иных предоставляемых сетью услуг (например, недопущение всех или части пользователей к просмотру веб-сайта компании). 
Кроме дисциплины, под термином «сетевая безопасность» может пониматься комплекс процедур, стандартов, правил и средств, призванных обеспечить безопасность компьютерной сети. Среди как аппаратных, так и программных средств и устройств, для этой цели применяемых: межсетевые экраны (файрволлы), антивирусные программы, средства мониторинга сети, средства обнаружения попыток несанкционированного доступа (вторжения), прокси-серверы и серверы аутентификации, они обеспечивают сетевую безопасность, контролируют входящий и исходящий интернет-трафик, контролируют сетевую активность приложений, защищают от хакеров, загрузки вредоносного ПО.Основные методы защиты ОС «Windows»
Одновременно с развитием технологии защиты, также получают аналогичное развитие технологии взлома и получение доступа к защищенным данным. Особую ценность представляют методы интеллектуальной защиты в виде нейронных сетей.
Впервые на законодательном уровне было введено понятие злоупотребления при помощи компьютера в Швеции в 1973 году Законом «О данных», который предусматривал введение инспекции по вычислительной технике государственных учреждений, исполняющей обязанности по контролю персональных данных, хранящихся в автоматизированных системах.
Обеспечение сетевой безопасности является важным аспектом деятельности любой компании. По оценкам, только в 2003 году сетевые атаки нанесли бизнесу урон в 666 миллионов долларов.Система обнаружения для информационной безопасности корпоративной сети предприятия